# Adornesdomein

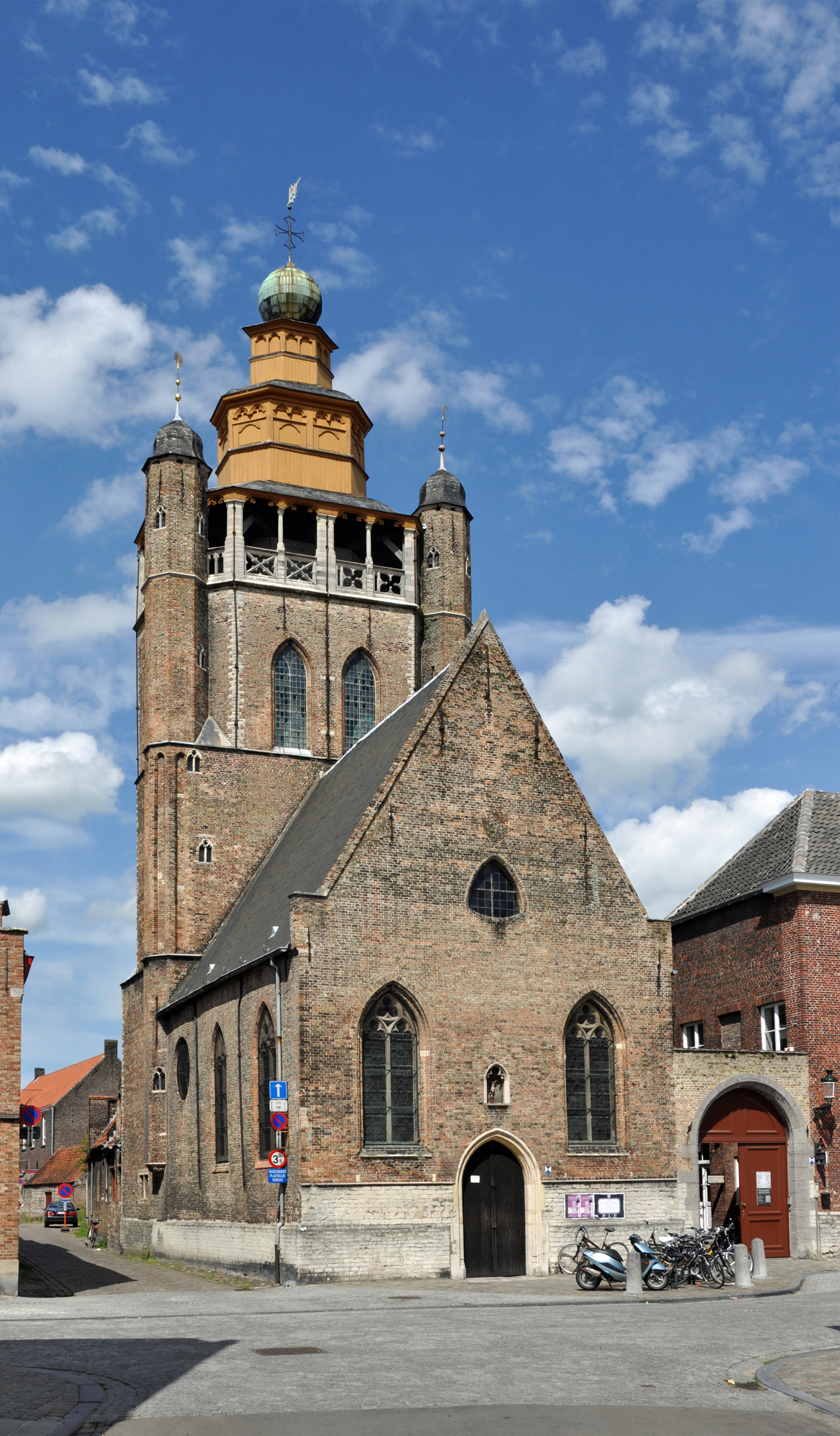
Jeruzalemkapel

Het Adornesdomein is sedert oktober 2014 de gemeenschappelijke benaming voor de Jeruzalemkerk, het Adornesmuseum en een shop op de hoek van de Peperstraat en de Balstraat in Brugge. Het wordt beheerd door de vzw Adornes, opgericht door de familie de Limburg Stirum, afstammelingen van Anselm Adornes. Het Adornesdomein is sedert de vijftiende eeuw steeds in het bezit van de familie gebleven.
De kapel werd in de eerste helft van de vijftiende eeuw gebouwd door nazaten van Opicius Adornes, een Genuees die zich in de dertiende eeuw in Brugge vestigde. Zij is geïnspireerd door de kerk van het Heilig Graf in Jeruzalem, waar Jacob en Pieter Adornes op pelgrimstocht waren geweest. In de kapel bevindt zich het praalgraf van Anselm Adornes (1424-1483) en zijn echtgenote, Margareta van der Banck.
Het museum in ondergebracht in de godshuisjes achter de kapel en schetst de carrière van handelaar en diplomaat Anselm Adornes en het leven in het toenmalige Brugge.
Het is de bedoeling om het korte termijn een groter aantal voorwerpen tentoon te stellen in het museumgedeelte. Op langere termijn zouden ook andere delen van het domein voor het publiek toegankelijk gemaakt worden.